# Рамон, Фил
Филип (Фил) Рамон (англ. Philip “Phil” Ramone; 5 января 1934 — 30 марта 2013) — американский звукорежиссёр, музыкальный продюсер, скрипач и композитор.

## Биография
Родился 5 января 1934 года в ЮАР.
В 1958 году стал сооснователем студии звукозаписи A & R Recording, Inc. (112 West 48th Street, Нью-Йорк, США); успешная работа этой студии привела к созданию ещё нескольких студий, а затем звукозаписывающей компании под тем же названием (в частности, выпустившей в 1982 в продажу первый аудио-компакт-диск). С ним сотрудничали многие музыканты и группы — Берт Бакарак, Рэй Чарльз, Chicago, Мадонна, Пол Маккартни, The Guess Who и многие другие. Многократный обладатель премии «Грэмми».

### Смерть
Рамон умер 30 марта 2013 года в госпитале г. Манхэттэн после поступления для проведения хирургического вмешательства. Смерть вызвана аневризмой сосудов головного мозга.